# Motoshima Hitoshi
Motoshima Hitoshi (本島 等) (20 tháng 2 năm 1922 - 31 tháng 10 năm 2014) là cựu chính trị gia người Nhật Bản. Ông đã từng phục vụ 4 nhiệm kỳ với tư cách là Thị trưởng thành phố Nagasaki từ năm 1979 đến năm 1995.